# Urocampus
Urocampus is een geslacht van straalvinnige vissen uit de familie van zeenaalden en zeepaardjes (Syngnathidae).

## Soorten
- Urocampus carinirostris Castelnau, 1872
- Urocampus nanus Günther, 1870